# Metawersum
Metawersum (ang. Metaverse) – wirtualne środowisko online, łączące ze sobą elementy rzeczywistości rozszerzonej (AR), rzeczywistości wirtualnej (VR), mediów społecznościowych, gier online i kryptowalut, oraz pozwalające swoim użytkownikom na odczuwanie wirtualnych doznań i prowadzenie interakcji z innymi użytkownikami.
Słowo Metaverse jest zbitkiem słów „meta” (oznaczające poza) oraz „verse” (będącego częścią angielskiego słowa „universe”, oznaczającego wszechświat). Pojęcie to zostało wymyślone przez amerykańskiego pisarza science fiction Neala Stephensona i pojawiło się ono po raz pierwszy w jego książce z 1992 roku, wydanej po polsku pod tytułem „Zamieć”.

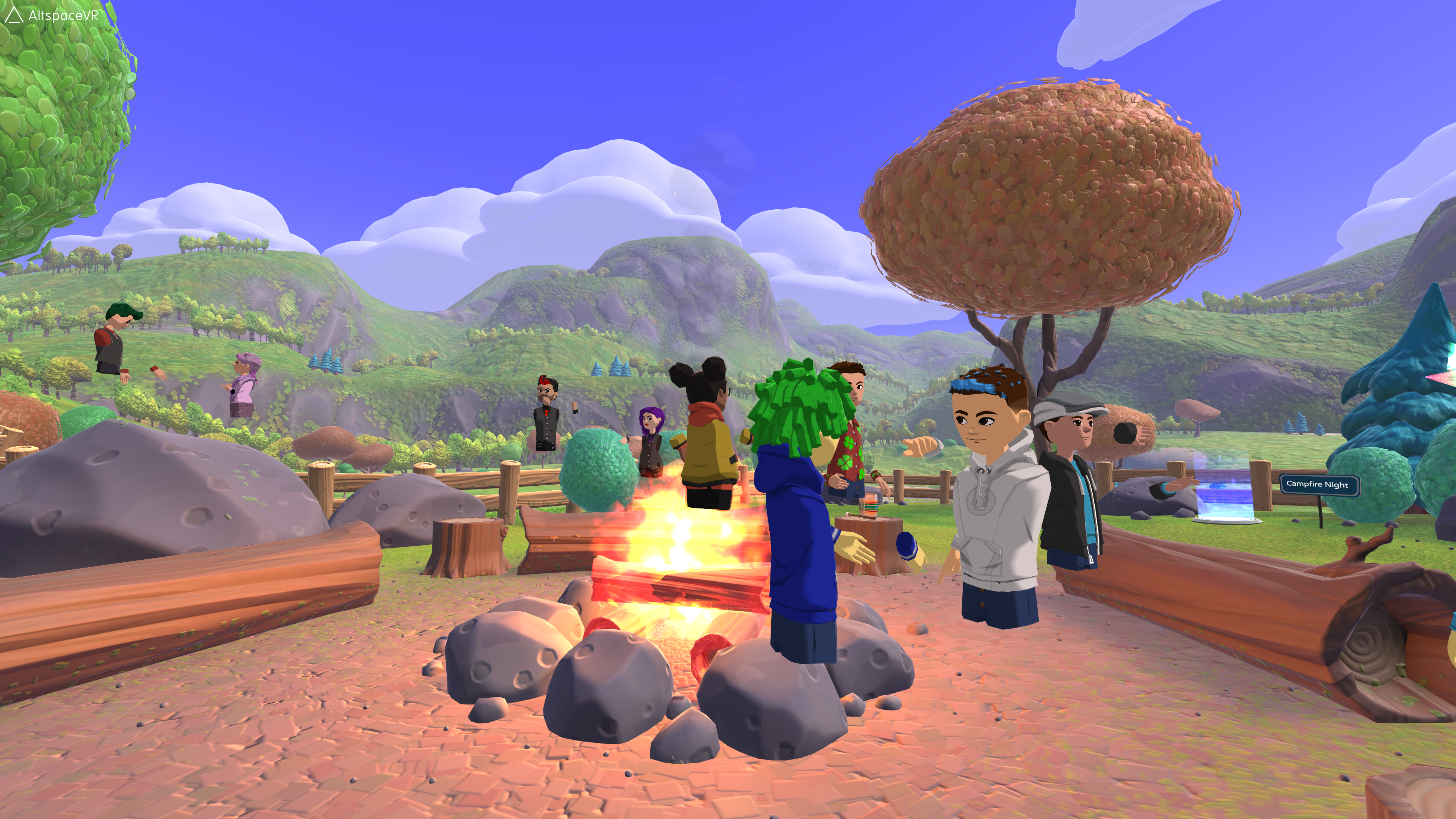
Wizualizacja przykładowego metawersum

## Technologia

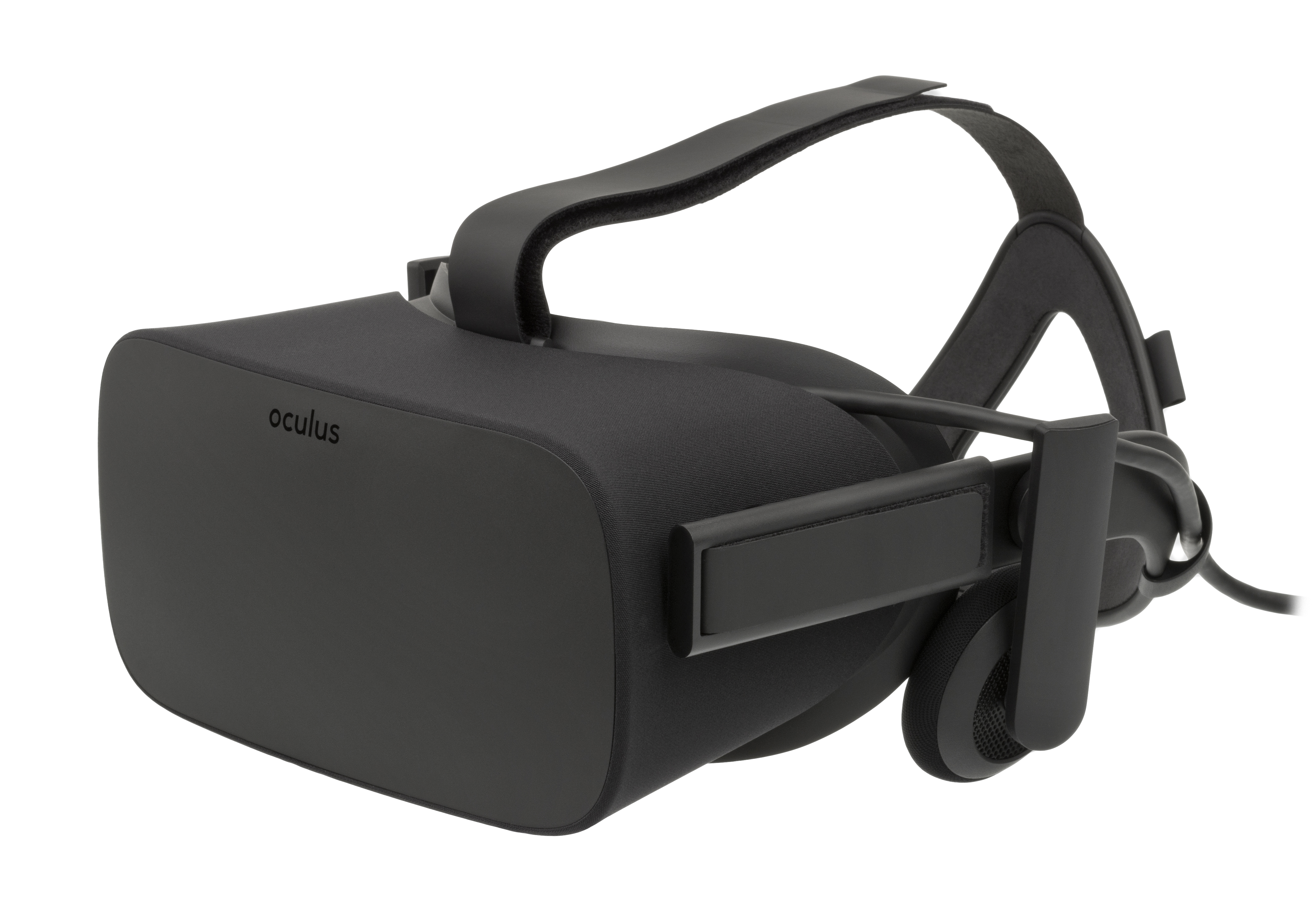
Przykładowy zestaw wirtualnej rzeczywistości

Metawersum to również proponowane rozszerzenie istniejących na chwilę obecną technologii internetowych. Potencjalne punkty dostępu do metawersum obejmują komputery i smartfony ogólnego przeznaczenia, a także technologie rzeczywistości rozszerzonej (AR), rzeczywistości wirtualnej (VR) oraz technologii świata wirtualnego.
Powszechna zależność od technologii VR nakłada ograniczenia na rozwój metawersum i jego szerokie zastosowanie, które wynikają m.in. z kwestii równowagi między kosztami a kwestiami wizualnymi takimi jak brak wysokiej jakości grafiki oraz brak mobilności. Lekkie bezprzewodowe zestawy słuchawkowe nie posiadają jakości obrazu, która byłaby zoptymalizowana odpowiednio pod kątem nieporęcznych, przewodowych systemów gogli VR. Innym problemem związanym z przyjęciem tej technologii na szeroką skalę są koszty, ponieważ przykładowy zestaw Oculus Quest 2 wraz z kontrolerami kosztował w 2021 r. 507 EUR.

## Realizacje
Obecnie wiele światowych firm i organizacji skupia swoją uwagę na rozwoju produktów, bądź usług związanych z metawersum. Do grona najpopularniejszych należą:

### Meta Platforms

Logo Meta Platforms

Meta Platforms (dawniej Facebook) to amerykańska firma, oferująca ludziom wchodzenie ze sobą w interakcje, budowanie społeczności oraz spędzanie czasu ze swoimi znajomymi bez konieczności wychodzenia z domu. Do tej pory platformie społecznościowej udało się przełamać bariery państw oraz umożliwić światu interakcję z ludźmi mieszkającymi lub znajdującymi się w innych krajach.
Facebook w 2021 r. zmienił nazwę na Meta Platforms i obecnie zajmuje się eksperymentowaniem nad technologiami związanymi z koncepcją metawersum. Główną ambicją Meta Platforms jest przekształcenie codziennego życia przy użyciu zestawów do rzeczywistości rozszerzonej, w których ludzie rzekomo będą mieli okazję spotkać się w wirtualnych pracowniach.

### Roblox Corporation
Roblox Corporation to amerykańska firma gamingowa, której głównym produktem jest gra Roblox.
Gra zawiera długą listę wewnętrznych gier, takich jak np. Meepcity i Bloxburg, które umożliwiają graczom budowanie wirtualnych domów i wykonywanie podstawowych zadań związanych z przetrwaniem, jak znalezienie pracy i poszukiwanie przygód w wirtualnym świecie.
Roblox koncentruje swoje działania na budowaniu metawersum, które pozwoli ludziom spędzać czas w inny sposób niż tylko granie, mianowicie zdaniem firmy użytkownicy będą mogli przymierzać nowe ubrania na swoich cyfrowych awatarach, budować domy, jak również rozmawiać ze znajomymi.
Głównym celem Roblox jest stworzenie platformy społecznościowej, na której ludzie mogą się spotykać w wirtualnym świecie, a doświadczenia, które Roblox zamierza zaoferować, mają być zbliżone do rzeczywistości.

### Epic Games
Epic Games to amerykańska firma zajmująca się tworzeniem gier wideo i oprogramowania. Firma posiada w swojej ofercie takie tytuły jak np. Fortnite, Unreal Engine 4.
Epic Games prowadzi również działania mające na celu utworzenie środowiska metawersum, w którym ludzie będą mieli możliwość rozmowy ze sobą, interakcje z wirtualnymi przedmiotami, jak również pozostać w wirtualnym świecie, aby uzyskać więcej swego rodzaju rozrywek.
Zdaniem przedstawicieli firmy środowisko ma być czymś więcej niż tylko technologią cyfrową. Tak zwany „Epic Space” będzie miejscem, w którym ludzie będą się spotykać wirtualnie oraz prowadzić wirtualne rozmowy. Firma twierdzi również, że wirtualne wrażenia z gier, zakupy i inne oferowane usługi sprawią, że ich platforma ma być ich zdaniem bardziej atrakcyjna dla użytkowników.
Ponadto, firma ma niedługo oferować narzędzie do tworzenia tzw. „metaczłowieka”, które ma umożliwić użytkownikom tworzenie fotorealistycznych i animowanych awatarów, które mają ich reprezentować w wirtualnym świecie.

### Decentraland
Decentraland to organizacja non-profit oferująca na chwilę obecną jedną warstwę metawersum podzieloną równomiernie na swego rodzaju siatkę. Poszczególne współrzędne nazywane są „Landami”. Wszystkie dostępne współrzędne zwane „Landami” mają ten sam rozmiar oraz te same ograniczenia. Użytkownicy mogą łączyć swoje kolidujące „Landy”, oraz tworzyć okręgi w celu koordynowania swoich wirtualnych zasobów. Podaż współrzędnych jest ograniczona, ponieważ nie ma możliwości tworzenia większej ilości, chyba że społeczność zaproponuje to za pośrednictwem tzw. „Decentraland DAO”.

### The Sandbox
The Sandbox to gra, która jak w przypadku Decentraland również pozwala na kupno wirtualnego kawałka świata, tworzenie własnych przedmiotów, postaci, scenariuszy z pełnym szyfrowaniem oraz wszystkie te zastosowania oparte są na tzw. „tokenach”, czyli pochodnych kryptowalut. Według autorów gry za każdą aktywność użytkownik może zdobyć zaawansowaną technologicznie walutę, której w założeniu nikt mu nie będzie w stanie zabrać. The Sandbox jest opisywany jako ekosystem oparty na technologii blockchain, który ma się rządzić własnymi prawami.
Pierwsza wersja metawersum od The Sandbox została opublikowana 29 listopada 2021 r.